# 晏文士
晏文士（英語：Charles Keyser Edmunds；1876年—1949年1月8日），美国物理学家，中華民国广州岭南大学校长（1908年－1924年）、美国加州克莱蒙特波莫纳学院院长（1928－1941年）。

## 生平
1876年，晏文士出生于巴尔的摩，1897年毕业于约翰霍普金斯大学，获物理学博士学位。
1898－1899学年，晏文士在犹他大学教授物理学，1903年受聘前往中国，驻澳门荷兰园，在岭南学堂任物理学教习。次年岭南学堂迁回广州。1907年出任广州岭南学堂监督。直到1923年辞职，次年离广州回国。1909年与Sara Catharine Poorbaugh Edmunds（1879–1966）结婚。
1924年，晏文士回到美国，任霍普金斯大学教务长。1928年，担任加州克莱蒙特波莫纳学院院长。成为学院第一位非牧师校长。在他的任期内，建设了一些宿舍和餐厅，包括弗莱餐厅（Frary Dining Hall）和克拉克宿舍（Clark dormitories）。他还激发了学院对亚洲文化日益浓厚的兴趣。他在1941年辞职，同年获得中国的 Order of the Jade。1949年1月8日，他在加州克莱蒙特穿越美国66号公路时被汽车撞死，享年72岁。
波莫纳学院原来的学生中心命名为晏文士联盟（Edmunds Union），建于1937年，1997年拆除。最近，2007年开张的一座学术大楼命名为晏文士堂（Edmunds Hall）。